# Hart (Dakota del Norte)
Hart es un territorio no organizado ubicado en el condado de Bowman en el estado estadounidense de Dakota del Norte. En el Censo de 2010 tenía una población de 25 habitantes y una densidad poblacional de 0,27 personas por km².

## Geografía
Hart se encuentra ubicado en las coordenadas 46°9′18″N 103°33′25″O / 46.15500, -103.55694. Según la Oficina del Censo de los Estados Unidos, Hart tiene una superficie total de 92.94 km², de la cual 92.84 km² corresponden a tierra firme y (0.11%) 0.1 km² es agua.

## Demografía
Según el censo de 2010, había 25 personas residiendo en Hart. La densidad de población era de 0,27 hab./km². De los 25 habitantes, Hart estaba compuesto por el 88% blancos, el 12% eran afroamericanos, el 0% eran amerindios, el 0% eran asiáticos, el 0% eran isleños del Pacífico, el 0% eran de otras razas y el 0% pertenecían a dos o más razas. Del total de la población el 0% eran hispanos o latinos de cualquier raza.